# 95954 Bayzoltán
95954 Bayzoltán è un asteroide della fascia principale. Scoperto nel 2003, presenta un'orbita caratterizzata da un semiasse maggiore pari a 3,0877912 UA e da un'eccentricità di 0,1369476, inclinata di 21,86205° rispetto all'eclittica.
L'asteroide è dedicato al fisico ungherese Zoltán Bay.